# Plectranthus ambiguus
Plectranthus ambiguus là một loài thực vật có hoa trong họ Hoa môi. Loài này được (Bolus) Codd miêu tả khoa học đầu tiên năm 1964.